# Марія Мицьо
Марі́я Мицьо (також Місьо, англ. Mary Mycio) — американська журналістка, медіаправниця та громадська діячка українського походження, автор книги про Чорнобильську катастрофу.

## Життєпис
З 1987 по 1992 рік мала право займатися юридичною практикою, оскільки зареєстрована у Адвокатській палаті штату Каліфорнія. Станом на 2019 рік не має права займатися юридичною практикою
Автор книги «Полиновий ліс. Хроніки Чорнобиля» (англ. Mary Mycio. Wormwood forest: a natural history of Chernobyl. Joseph Henry Press. Washington, D.C., 2005). Книга перекладена і видана українською:
Львів, : Журнал «Ї», 2006. — 326 с. — Мова укр. — Обкл. м'яка — Форм. 60х84/16
Перекладачі — Тетяна Яремко і Юрій Яремко. Передмову до українського видання написала Катерина Ющенко.
Працювала кореспондентом американської газети «Los Angeles Times», була директором Програми правового захисту та освіти ЗМІ IREX U-Media.
Член Українського конгресового комітету Америки.
Померла від раку легенів 24 листопада 2022 року. https://imi.org.ua/en/news/american-journalist-and-media-lawyer-mary-mycio-dies-i49253